# 4317 Garibaldi
4317 Garibaldi este un asteroid din centura principală, descoperit pe 19 februarie 1980 de Zdeňka Vávrová.